# Karel Krajcar
Karel Krajcar (madžarsko Krajczár Károly), slovenski učitelj in zbiralec ljudskih pravljic in ljudskih pesmi, * 2. september 1936, Števanovci; † 18. april 2018, Števanovci.
Rodil se je v Slovenskem Porabju očetu Karlu Krajcarju st. in materi Etelki Borovnjak. Osnovno šolo je obiskoval v Števanovcih. V Budimpešti je diplomiral kot slovensko-madžarski učitelj. Leta 1956 je v  Budimpešti  izbruhnila revolucija in Krajcar se je udeležil 23. oktobra. Za božič pa je odpotoval domov, da bi pomiril porabsko prebivalstvo.
Od leta 1958 je poučeval v Števanovcih.  Leta 1970. je  začel zbirati porabske pravljice in ljudske pesmi. Leta 1984 in 1990 jih je tudi izdal. Leta 1997 se je upokojil.
Umrl je po dolgotrajni bolezni.